# ロシア国立交響楽団
イェー・エフ・スヴェトラーノフ名称ロシア連邦国立アカデミー交響楽団（ロシア語: Госуда́рственный академи́ческий симфони́ческий орке́стр Росси́йской Федера́ции имени Е. Ф. Светланова、英語: The State Academic Symphony Orchestra of Russia (Svetlanov Symphony Orchestra)）は、モスクワを本拠とするオーケストラの1つ。

## 沿革・概要
1936年に設立。 ソビエト連邦であった1991年までの名称は「ロシア語: Государственный академический симфонический оркестр СССР」であり、ソヴィエト国立交響楽団と呼ばれていた。2006年より交響楽団に多大な貢献をしたエフゲニー・スヴェトラーノフの栄誉をたたえてその名を付し、正式名称はスヴェトラーノフ記念ロシア国立交響楽団となっている。

## 歴代の指揮者
- アレクサンドル・ガウク（1936年 - 1941年）
- ナタン・ラフリン（1941年 - 1945年）
- コンスタンティン・イワノフ（1946年 - 1965年）
- エフゲニー・スヴェトラーノフ（1965年 - 2000年）
- ヴァシリー・シナイスキー（2000年 - 2002年）
- マルク・ゴレンシテイン（2002年 - 2011年）
- ウラディーミル・ユロフスキ（2011年 - 2021年）
- ヴァシリー・ペトレンコ（2021年 - 2022年）[1]
- フィリップ・チジェフスキー（2024年 -  ）[2][3]

2011年10月よりウラディーミル・ユロフスキが芸術監督兼首席指揮者を務め、世界各国から多くの客演指揮者を招いて演奏活動を行っている。
スヴェトラーノフ指揮でロシア・ソヴィエトの主要な作曲家の作品のほとんどの録音を、メロディアやポニーキャニオンで行っている。